# Puy de l'Usclade
Le puy de l'Usclade est un sommet des monts du Cantal dans le Massif central.

## Géographie

### Situation
Le puy est situé au sud-ouest du puy Griou, sur la commune de Mandailles-Saint-Julien.

### Géologie
Le sous-sol du puy de l'Usclade est constitué de phonolite miaskitique.

## Protection environnementale
Le sommet est inclus dans la ZNIEFF de type 2 « Monts du Cantal ».